# Marles-les-Mines
Pour les articles homonymes, voir Marles.
Marles-les-Mines est une commune française située dans le département du Pas-de-Calais en région Hauts-de-France. Ses habitants sont appelés les Marlésiens. La commune est membre de la communauté d'agglomération de Béthune-Bruay, Artois-Lys Romane.
La commune de Marles-les-Mines (nom officiel depuis 1905), située dans l'est du département du Pas-de-Calais et traversée par la Clarence, à 10 km, à vol d'oiseau, à l'ouest de la commune de Béthune, est une commune du bassin minier du Nord-Pas-de-Calais. C'est une commune de type ceinture urbaine selon l'Insee, appartenant à l'unité urbaine de Béthune, avec une population de 5 437 habitants au dernier recensement de 2022, elle connait un pic de population en 1926 avec 13 755 habitants.
L'histoire de la commune est étroitement liée à l'exploitation du charbon. Depuis 2012, la valeur universelle et historique du bassin minier du Nord-Pas-de-Calais est reconnue et inscrite sur la liste du patrimoine mondial de l’UNESCO, parmi les 353 sites du bassin minier inscrits au patrimoine mondial de l’UNESCO, un site se trouve dans la commune. Sur le territoire communal se trouve la fosse Saint-Émile, chevalement du puits no 2 qui fait l'objet d'une inscription au titre des monuments historiques.

## Géographie

### Localisation
Localisée dans l'est du département du Pas-de-Calais, Marles-les-Mines est une commune traversée par la Clarence, limitrophe, à l’ouest, de la commune d'Auchel (aire d'attraction) et située, à vol d'oiseau, à 10 km à l'ouest de la commune de Béthune (chef-lieu d'arrondissement).
Le territoire de la commune est limitrophe de ceux de cinq communes.
Les communes limitrophes sont Lozinghem, Lapugnoy, Auchel, Bruay-la-Buissière et Calonne-Ricouart.

### Géologie et relief
La superficie de la commune est de 4,55 km2 ; son altitude varie de 37  à   99 m.

### Hydrographie
Le territoire de la commune est situé dans le bassin Artois-Picardie. Il est traversé par la Clarence, un cours d'eau naturel de 33 km, qui prend sa source dans la commune de Sains-lès-Pernes et se jette dans la Vieille Lys aval au niveau de la commune de Calonne-sur-la-Lys,.

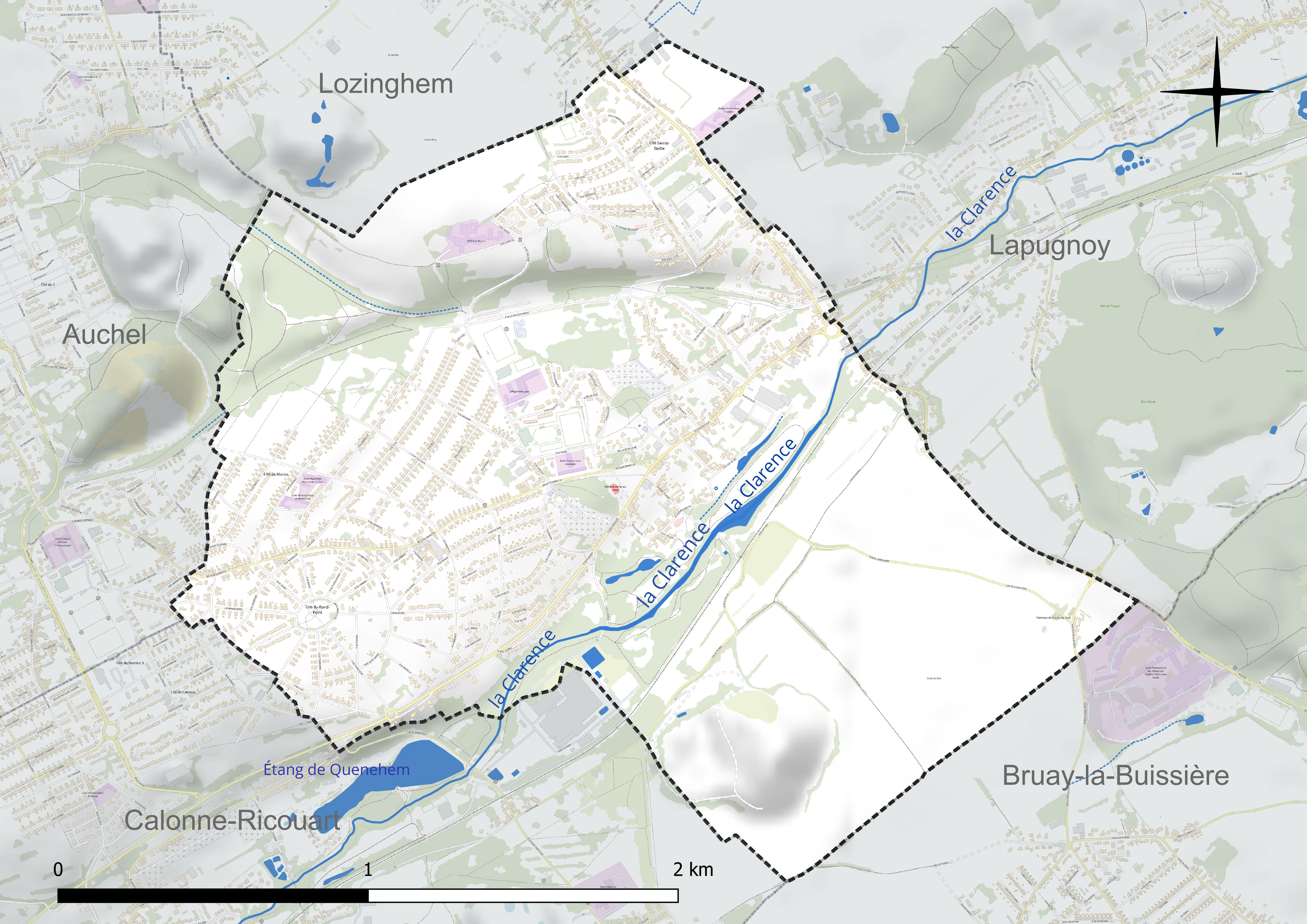
Réseau hydrographique de Marles-les-Mines.

### Climat
Pour des articles plus généraux, voir Climat des Hauts-de-France et Climat du Nord-Pas-de-Calais.
En 2010, le climat de la commune est de type climat océanique altéré, selon une étude du CNRS s'appuyant sur une série de données couvrant la période 1971-2000. En 2020, Météo-France publie une typologie des climats de la France métropolitaine dans laquelle la commune est exposée à un climat océanique et est dans la région climatique Côtes de la Manche orientale, caractérisée par un faible ensoleillement (1 550 h/an) ; forte humidité de l’air (plus de 20 h/jour avec humidité relative > 80 % en hiver), vents forts fréquents.
Pour la période 1971-2000, la température annuelle moyenne est de 10,1 °C, avec une amplitude thermique annuelle de 14,1 °C. Le cumul annuel moyen de précipitations est de 789 mm, avec 12,7 jours de précipitations en janvier et 9,3 jours en juillet. Pour la période 1991-2020, la température moyenne annuelle observée sur la station météorologique la plus proche, située sur la commune de Lillers à 7 km à vol d'oiseau, est de 11,1 °C et le cumul annuel moyen de précipitations est de 731,5 mm,. Pour l'avenir, les paramètres climatiques de la commune estimés pour 2050 selon différents scénarios d'émission de gaz à effet de serre sont consultables sur un site dédié publié par Météo-France en novembre 2022.

### Milieux naturels et biodiversité

#### Zone naturelle d'intérêt écologique, faunistique et floristique
L’inventaire des zones naturelles d'intérêt écologique, faunistique et floristique (ZNIEFF) a pour objectif de réaliser une couverture des zones les plus intéressantes sur le plan écologique, essentiellement dans la perspective d’améliorer la connaissance du patrimoine naturel national et de fournir aux différents décideurs un outil d’aide à la prise en compte de l’environnement dans l’aménagement du territoire.
Le territoire communal comprend une ZNIEFF de type 1 : le terril 14 d'Auchel. C’est un terril conique datant de 1876 et qui est un des derniers grands terrils coniques de l’extrémité occidentale du bassin minier.

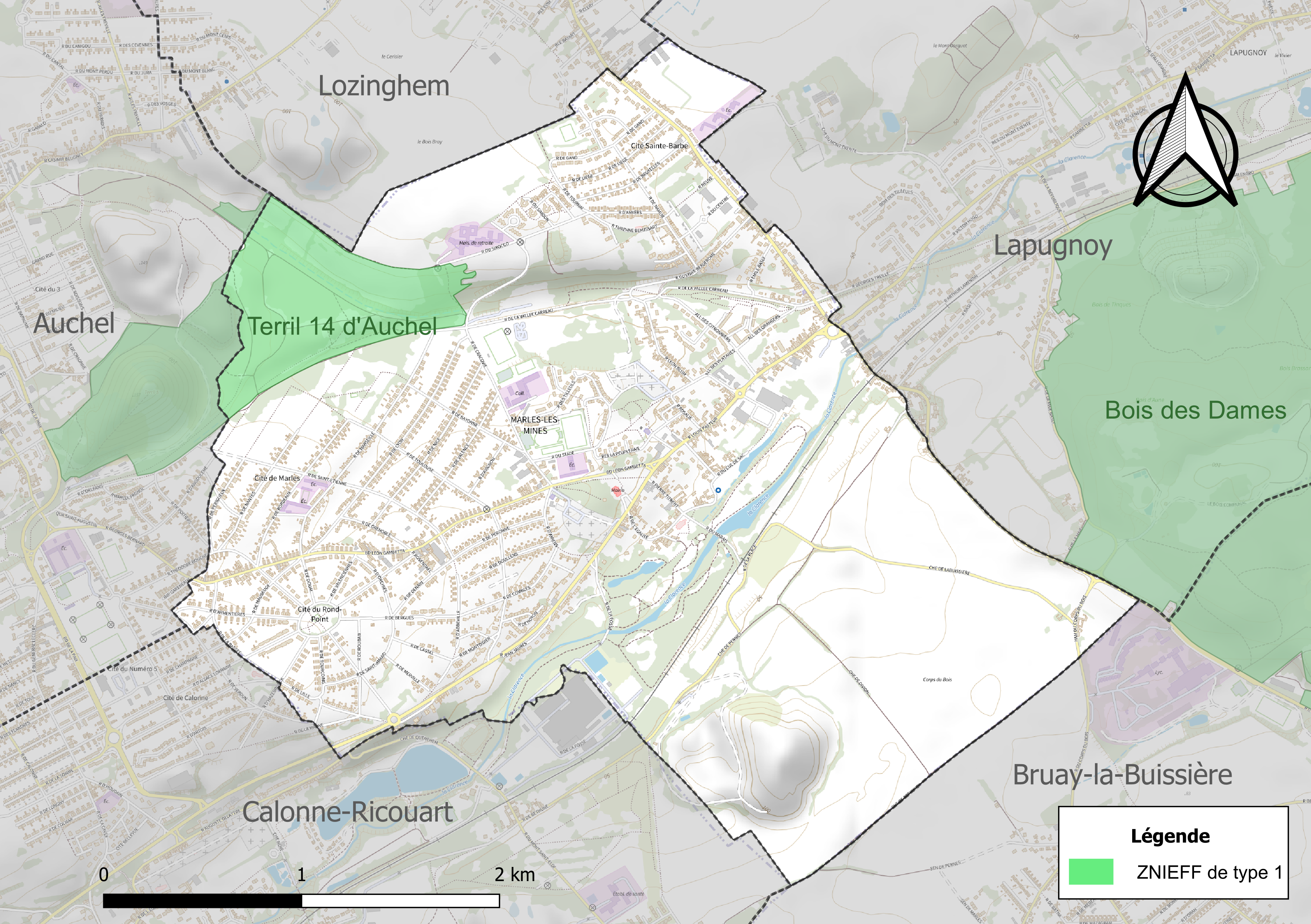
Carte de la ZNIEFF sur la commune.

#### Espèces faunistiques et floristiques
L’Inventaire national du patrimoine naturel (INPN) recense plusieurs espèces faunistiques et floristiques sur le territoire de la commune dont certaines sont protégées et d’autres menacées et quasi-menacées.

## Urbanisme

### Typologie
Au 1er janvier 2024, Marles-les-Mines est catégorisée ceinture urbaine, selon la nouvelle grille communale de densité à sept niveaux définie par l'Insee en 2022.
Elle appartient à l'unité urbaine de Béthune, une agglomération inter-départementale regroupant 94  communes, dont elle est une commune de la banlieue,,. Par ailleurs la commune fait partie de l'aire d'attraction d'Auchel - Lillers, dont elle est une commune du pôle principal,. Cette aire, qui regroupe 29 communes, est catégorisée dans les aires de 50 000 à moins de 200 000 habitants,.

### Occupation des sols
L'occupation des sols de la commune, telle qu'elle ressort de la base de données européenne d’occupation biophysique des sols Corine Land Cover (CLC), est marquée par l'importance des territoires artificialisés (63,6 % en 2018), en diminution par rapport à 1990 (66 %). La répartition détaillée en 2018 est la suivante : 
zones urbanisées (49,6 %), terres arables (23,8 %), milieux à végétation arbustive et/ou herbacée (8,7 %), espaces verts artificialisés, non agricoles (8,2 %), mines, décharges et chantiers (5,4 %), prairies (3,9 %), zones industrielles ou commerciales et réseaux de communication (0,3 %). L'évolution de l’occupation des sols de la commune et de ses infrastructures peut être observée sur les différentes représentations cartographiques du territoire : la carte de Cassini (XVIIIe siècle), la carte d'état-major (1820-1866) et les cartes ou photos aériennes de l'IGN pour la période actuelle (1950 à aujourd'hui).

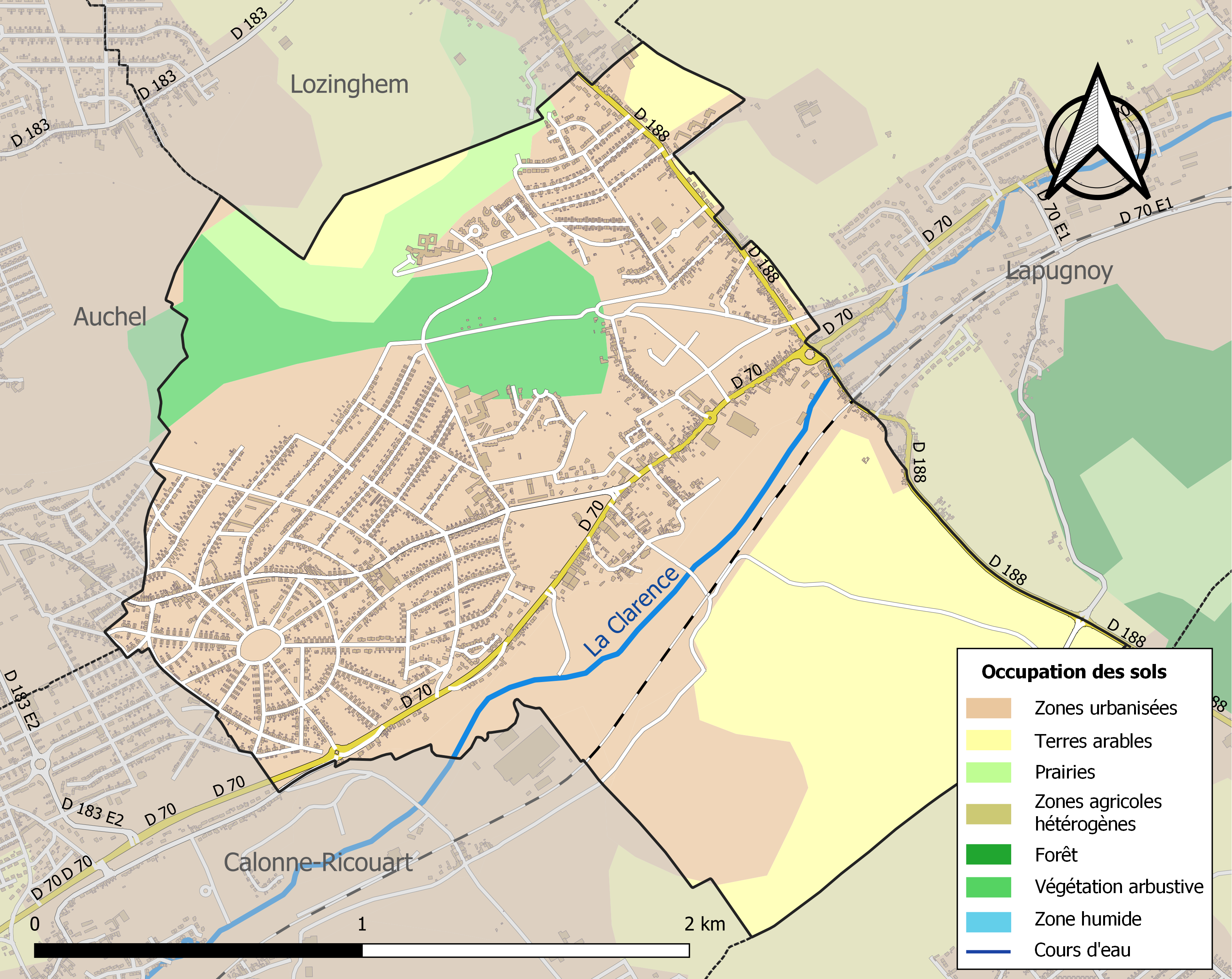
Carte des infrastructures et de l'occupation des sols de la commune en 2018 (CLC).

### Logement
En 2022, le nombre total de logements dans la commune était de 2 625, alors qu'il était de 2 606 en 2016 et de 2 708 en 2011
, soit une diminution du nombre total de logements de -3,1 % depuis 2011.
Parmi ces 2 625 logements, 94,2 % étaient des résidences principales, (soit 2 417 logements), 4,9 % des résidences secondaires et 0,9 % des logements vacants. Ces logements étaient pour 89,7 % d'entre eux des maisons individuelles et pour 9,7 % des appartements.
Sur les 2 417 résidences principales, 32,1 % sont occupées par des propriétaires, 64,9 % par des locataires et 3,0 % par des personnes logées gratuitement.
Le tableau ci-dessous présente la typologie des logements à Marles-les-Mines en 2022 en comparaison avec celle du Pas-de-Calais et de la France entière. Une caractéristique marquante du parc de logements est ainsi la faible proportion des résidences secondaires et logements occasionnels (4,9 %) par rapport au département (6,6 %) et à la France entière (9,7 %) ainsi que d'une proportion de logements vacants (0,9 %) inférieure à celle du département (7,2 %) et de la France entière (8 %).
| Typologie                                               | Marles-les-Mines | Pas-de-Calais | France entière |
| ------------------------------------------------------- | ---------------- | ------------- | -------------- |
| Résidences principales (en %)                           | 94,2             | 86,2          | 82,3           |
| Résidences secondaires et logements occasionnels (en %) | 4,9              | 6,6           | 9,7            |
| Logements vacants (en %)                                | 0,9              | 7,2           | 8              |

## Toponymie
Le nom de la localité est attesté sous les formes Malnæ vers 1036 ; Malnes en 1152 ; Mares en 1165 ; Malenes en 1179 ; Masnes en 1202 ; Maslene, Mallenes, Malesnes en 1202 ; Mernes en 1235 ; Marle, Marles en 1443 ; Marnes en 1515 ; Marles en 1793 ; Marles en 1801 et Marles-les-Mines depuis 1905.
Toponyme, d'origine gauloise, de l'oïl marle, d'abord au singulier, marne « terre argilo-calcaire ». « Les marliéres ou marniéres ont été parfois des lieux où l'ont tirait la marne pour amender les terres, parfois de lieux d'extraction d'une terre à poterie ».

## Histoire
En janvier 1621, la terre de Marles est érigée en comté, unie à celle de Fléchin, pour porter le nom de comté de Marles, par lettres données à Bruxelles,
Le comté a été maintenu par Louis XIV au profit de la famille Beaulaincourt, comte de Marles en 1696 en unissant les terres de Marles et de la Beuvrière (sur Labeuvrière).
- Adrien de Noyelles, seigneur de Marles, Fléchin, Corroy, baron de Rossignol, chevalier, conseiller d'État et de guerre des archiducs, (gouverneurs des Pays-Bas espagnols), gouverneur d'Arras, chef des domaines et finances, obtient par lettres données à Bruxelles en janvier 1621, que la terre de Marles soit érigée en comté, unie à celle de Fléchin, pour porter le nom de comté de Marles[18].
- Jean Georges de Beaulaincourt, seigneur de Bellenville, Barlet, la Beuvrière achète Marles en 1692 et en est le seigneur. Il demande au roi Louis XIV que la terre de Marles soit réunie à celle de la Beuvrière, avec les fiefs et seigneuries qui en dépendent et qui relèvent du roi du fait du château de Béthune, afin qu'elles forment un comté. Des lettres données à Versailles en février 1696 lui accordent ce qu'il a souhaité et il devient comte de Marles. Jean Georges de Beaulaincourt descend d'une lignée alliée depuis 400 ans aux plus illustres familles. Il a eu pour bisaïeul (arrière-grand-père) Antoine de Beaulaincourt, premier lieutenant au gouvernement de Lille, Douai, Orchies, crée en 1530 par Charles Quint,premier roi d'armes de l'ordre de la Toison d'or, et comme tel chargé par Charles Quint de porter en France à Henri II, le collier de l'ordre de Saint-Michel, et d'aller à Nancy, y prendre et faire porter au Luxembourg le corps de Charles, duc de Bourgogne (Charles le Téméraire). Il a pour frères :

1. Georges Philippe de Beaulaincourt, seigneur de La Motte, lieutenant au régiment de Bassigny
2. Charles François de Beauffort, seigneur d'Esrevillers, officier au régiment du Beauvaisis, tué au siège de Mayence
3. Albert de Beaulaincourt, seigneur de Bayeux, lieutenant au régiment royal Wallon, mort à Nice des suites d'un coup de fusil reçu en combattant dans les montagnes du Piémont[19].

Émile Rainbeaux fonde le 29 décembre 1855 la Compagnie des mines de Marles (la présence de houille s'est avérée après quelques sondages en 1852).
En 1861, à la mort de son père, c'est Firmin Rainbeaux qui exploite les gisements de charbon.
En 1904, la Compagnie des mines compte 5 360 ouvriers, dont 4 209 travailleurs de fond.
Le 27 mars 1905, par décret officiel, Marles devient Marles-les-Mines.
La ville a connu une forte immigration polonaise dans les années 1920. L'exemple vient de la Compagnie des mines de Bruay, épargnée par l'occupation allemande pendant la guerre de 1914-1918, qui a extrait 4,5 millions de tonnes de charbon dès 1917 contre 2 millions en 1914, puis recruté la première des mineurs westphaliens, habitués au marteau-piqueur, afin de doper la productivité. Elle leur a bâti 1 600 maisons en trois ans, après la conférence gouvernementale franco-polonaise du 5 juin 1920.
Le témoignage d'Édouard Fiba, recueilli par la Cité nationale de l'immigration (www.histoire-immigration.fr, cAtelier du Bruit/CNHI) montre la forte présence polonaise dans la ville « Ici, on aurait dit la Pologne en France » et leur intégration progressive « À Marles, la polonité s'est estompée progressivement ». Pour leur permettre d'arriver en famille, 3 000 maisons ont été bâties, par la Compagnie des mines de Marles.
Lors de la crise économique des années 1930, plusieurs expulsions de Polonais grévistes dans les mines ont été effectuées par les autorités :« Mais quand la crise s'est déclenchée, avec le chômage qui montait, je m'en souviens bien, en 1932, 33, 34, ils ont commencé à expulser les Polonais qui leur plaisaient pas. Pour avoir fait grève, pour ceci ou cela. »

## Politique et administration

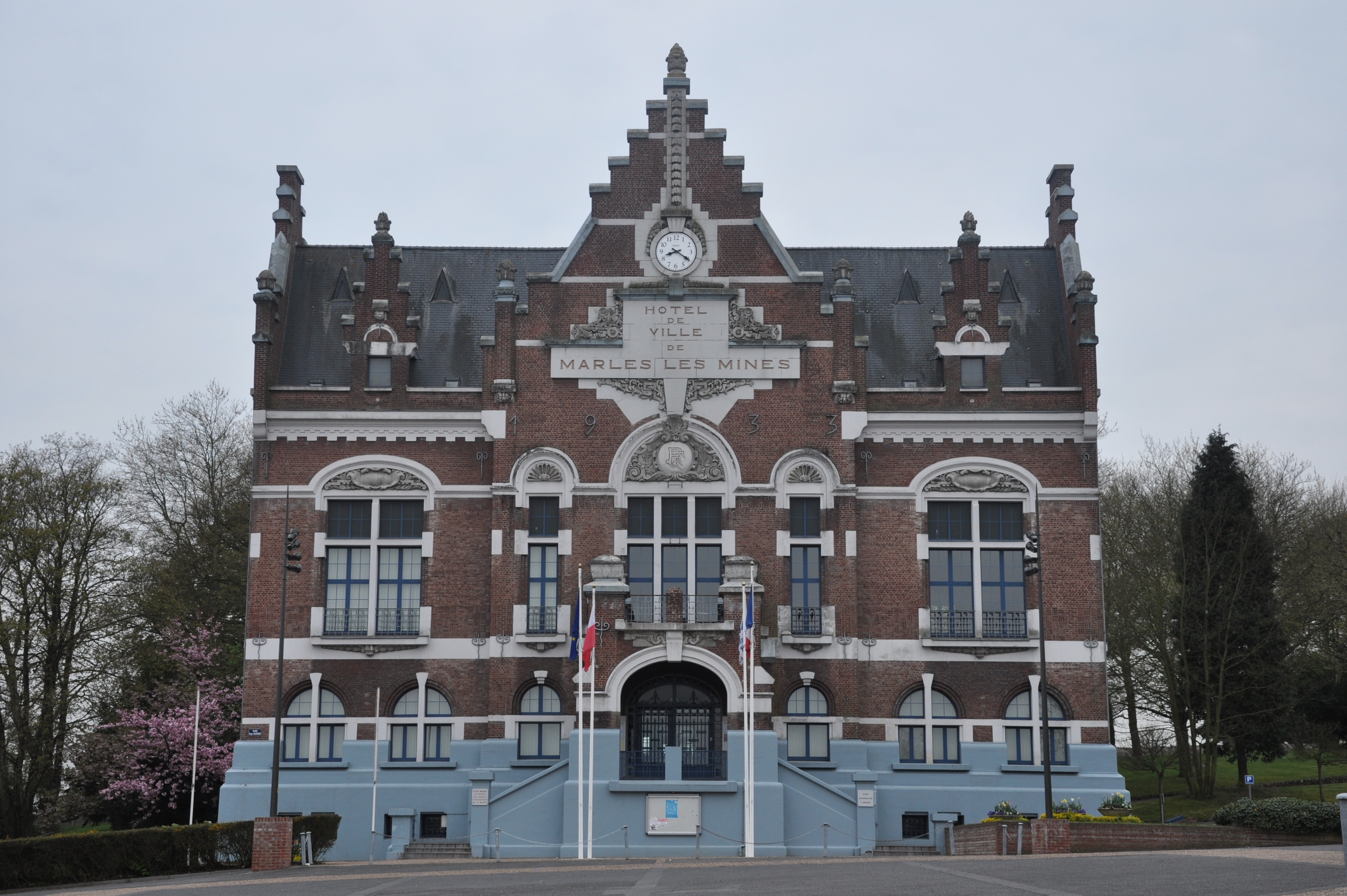
La mairie.

### Découpage territorial
La commune se trouve dans l'arrondissement de Béthune du département du Pas-de-Calais.

#### Commune et intercommunalités
La commune est membre de la communauté d'agglomération de Béthune-Bruay, Artois-Lys Romane qui regroupe 100 communes et compte 275 327 habitants en 2021.

#### Circonscriptions administratives
La commune est rattachée au canton d'Auchel.

#### Circonscriptions électorales
Pour l'élection des députés, la commune fait partie de la dixième circonscription du Pas-de-Calais.

### Élections municipales et communautaires
Depuis la Seconde Guerre mondiale, Marles-les-Mines n'a connu, jusqu'en 2020, que des maires communistes.
Marcel Coffre, maire depuis 1992, annonce mettre fin à sa carrière politique et n'est pas candidat en 2020.
Le premier tour des élections municipales de 2020 se déroule le 15 mars. Le confinement lié à la pandémie de Covid-19 retarde de trois mois la tenue du second tour, qui a lieu le 28 juin. Au premier tour, Éric Édouard (ex-PS) et Nathalie Laisné (PCF), adjoints, ont chacun monté leur liste estampillée divers gauche. Ils obtiennent respectivement 39 et 14,5 % des suffrages exprimés. Le Rassemblement national présente Jérôme Leroy qui obtient 32 % des voix, et fusionne au second tour avec la liste d'Irène Lignier, arrivée quatrième avec 14,4 % (qui comprenant un adjoint sortant). La liste prend alors l'étiquette divers.
- Maire sortant : Marcel Coffre (PCF)
- 29 sièges à pourvoir au conseil municipal (population légale 2017 : 5 579 habitants)
- 2 sièges à pourvoir au conseil communautaire (CA de Béthune-Bruay, Artois-Lys Romane)

| Tête de liste            | Tête de liste            | Liste                    | Premier tour | Premier tour | Second tour | Second tour | Sièges | Sièges |
| Tête de liste            | Tête de liste            | Liste                    | Voix         | %            | Voix        | %           | CM     | CC     |
| ------------------------ | ------------------------ | ------------------------ | ------------ | ------------ | ----------- | ----------- | ------ | ------ |
|                          | Éric Édouard             | DVG                      | 706          | 39,11        | 928         | 47,37       | 22     | 2      |
|                          | Jérôme Leroy             | RN                       | 577          | 31,96        | 884         | 45,12       | 6      | 0      |
|                          | Irène Lignier            | SE                       | 260          | 14,40        | 884         | 45,12       | 6      | 0      |
|                          | Nathalie Laisné          | PCF- Gilets jaunes       | 262          | 14,51        | 147         | 7,50        | 1      | 0      |
|                          |                          |                          |              |              |             |             |        |        |
| Votes valides            | Votes valides            | Votes valides            | 1 805        | 96,63        |             |             |        |        |
| Votes blancs             | Votes blancs             | Votes blancs             | 22           | 1,18         |             |             |        |        |
| Votes nuls               | Votes nuls               | Votes nuls               | 41           | 2,19         |             |             |        |        |
| Total                    | Total                    | Total                    | 1 868        | 100          |             | 100         | 29     | 2      |
| Abstention               | Abstention               | Abstention               | 2 068        | 52,54        |             |             |        |        |
| Inscrits / participation | Inscrits / participation | Inscrits / participation | 3 936        | 47,46        |             |             |        |        |

#### Liste des maires
| Période          | Période                       | Identité                | Étiquette | Qualité                                                                                     |
| ---------------- | ----------------------------- | ----------------------- | --------- | ------------------------------------------------------------------------------------------- |
| 1944             | 1945                          | Henri Leveau            | SFIO      | Ancien résistant Décédé en fonction                                                         |
| mai 1945         | mars 1971                     | Gabriel Pignon          | PCF       | Maire honoraire (1973)                                                                      |
| mars 1971        | 10 août 1992                  | Jean Wroblewski         | PCF       | Décédé en fonction                                                                          |
| septembre 1992   | 4 juillet 2020                | Marcel Coffre           | PCF       | Fonctionnaire territorial retraité, ancien adjoint au maire Réélu pour le mandat 2014-2020, |
| 4 juillet 2020   | 16 novembre 2023              | Éric Édouard            | PS        | Cadre de la fonction publique, ancien adjoint au maire, Décédé en fonction                  |
| 29 novembre 2023 | En cours (au 3 décembre 2023) | Karine Deruelle-Toursel |           | Assistante d’éducation, adjointe au maire (2020 → 2023)                                     |

## Population et société

### Démographie
Les habitants sont appelés les Marlésiens.

#### Évolution démographique
L'évolution du nombre d'habitants est connue à travers les recensements de la population effectués dans la commune depuis 1793. Pour les communes de moins de 10 000 habitants, une enquête de recensement portant sur toute la population est réalisée tous les cinq ans, les populations de référence des années intermédiaires étant quant à elles estimées par interpolation ou extrapolation. Pour la commune, le premier recensement exhaustif entrant dans le cadre du nouveau dispositif a été réalisé en 2005.

En 2022, la commune comptait 5 437 habitants, en évolution de −3,17 % par rapport à 2016 (Pas-de-Calais : −0,72 %, France hors Mayotte : +2,11 %).
| 1793 | 1800 | 1806 | 1821 | 1831 | 1836 | 1841 | 1846 | 1851 |
| ---- | ---- | ---- | ---- | ---- | ---- | ---- | ---- | ---- |
| 406  | 442  | 414  | 431  | 459  | 459  | 433  | 448  | 437  |

| 1856 | 1861  | 1866  | 1872  | 1876  | 1881  | 1886  | 1891  | 1896  |
| ---- | ----- | ----- | ----- | ----- | ----- | ----- | ----- | ----- |
| 500  | 1 060 | 1 086 | 1 417 | 1 677 | 1 535 | 1 789 | 1 921 | 2 157 |

| 1901  | 1906  | 1911  | 1921  | 1926   | 1931   | 1936   | 1946   | 1954   |
| ----- | ----- | ----- | ----- | ------ | ------ | ------ | ------ | ------ |
| 2 493 | 2 815 | 2 983 | 4 560 | 13 755 | 13 391 | 11 249 | 12 820 | 12 794 |

| 1962   | 1968  | 1975  | 1982  | 1990  | 1999  | 2005  | 2006  | 2010  |
| ------ | ----- | ----- | ----- | ----- | ----- | ----- | ----- | ----- |
| 11 119 | 9 942 | 7 938 | 7 327 | 6 790 | 6 088 | 5 885 | 5 812 | 5 744 |

| 2015  | 2020  | 2022  | - | - | - | - | - | - |
| ----- | ----- | ----- | - | - | - | - | - | - |
| 5 652 | 5 524 | 5 437 | - | - | - | - | - | - |

Il est également important de constater que l'évolution de la population suit également l'évolution de l'exploitation minière, notamment dans la fosse de Marles-les-Mines. Cette importante augmentation est due à l'arrivée massive d'immigrants polonais. Cette immigration a d'ailleurs laissé des traces dans la ville, puisque le drapeau polonais flotte aujourd'hui encore sur la place de l'Hôtel-de-Ville.

#### Pyramide des âges
En 2022, le taux de personnes d'un âge inférieur à 30 ans s'élève à 35,2 %, soit en dessous de la moyenne départementale (35,9 %). À l'inverse, le taux de personnes d'âge supérieur à 60 ans est de 28,1 % la même année, alors qu'il est de 25,8 % au niveau départemental.
En 2022, la commune comptait 2 555 hommes pour 2 882 femmes, soit un taux de 53,01 % de femmes, supérieur au taux départemental (51,59 %).
Les pyramides des âges de la commune et du département s'établissent comme suit :
| Hommes | Classe d’âge | Femmes |
| ------ | ------------ | ------ |
| 0,5    | 90 ou +      | 2,3    |
| 4,9    | 75-89 ans    | 10,5   |
| 17,6   | 60-74 ans    | 19,9   |
| 20,1   | 45-59 ans    | 18,1   |
| 18,3   | 30-44 ans    | 17,0   |
| 18,2   | 15-29 ans    | 16,1   |
| 20,3   | 0-14 ans     | 16,2   |

| Hommes | Classe d’âge | Femmes |
| ------ | ------------ | ------ |
| 0,5    | 90 ou +      | 1,6    |
| 5,6    | 75-89 ans    | 8,9    |
| 16,7   | 60-74 ans    | 18,1   |
| 20,2   | 45-59 ans    | 19,2   |
| 18,9   | 30-44 ans    | 18,1   |
| 18,2   | 15-29 ans    | 16,2   |
| 19,9   | 0-14 ans     | 17,9   |

## Économie

### Revenus de la population et fiscalité
En 2021, la commune compte 2 355 ménages fiscaux, regroupant 5 151 personnes.
Le revenu fiscal médian par ménage, le taux de pauvreté des ménages et la part des ménages fiscaux imposés de la commune, du département du Pas-de-Calais et de la métropole sont les suivants :
- le revenu fiscal médian par ménage de la commune est de 16 840 €, inférieur à celui du département du Pas-de-Calais (20 720 €) et inférieur à celui de la France métropolitaine (23 080 €)[Insee 13],[Insee 14],[Insee 15] ;
- le taux de pauvreté des ménages de la commune est de 31 %, de 18,4 % au niveau du département et de 14,9 % au niveau de la métropole[Insee 16],[Insee 17],[Insee 18] ;
- la part des ménages fiscaux imposés dans la commune est de 26 %, de 44,1 % au niveau du département et de 53,4 % au niveau de la métropole[Insee 13],[Insee 14],[Insee 15].

### Emploi
|                       | 2011   | 2016   | 2022   |
| --------------------- | ------ | ------ | ------ |
| Commune               | 23,3 % | 27,7 % | 23,0 % |
| Département           | 11,3 % | 13,7 % | 11,2 % |
| France métropolitaine | 11,6 % | 13,7 % | 11,7 % |

En 2022, la population âgée de 15 à 64 ans s'élève à 3 319 personnes, parmi lesquelles on compte 63,7 % d'actifs (49,1 % ayant un emploi et 14,6 % de chômeurs) et 36,3 % d'inactifs,. En 2022, le taux de chômage communal (au sens du recensement) des 15-64 ans est supérieur à celui du département et supérieur à celui de la France métropolitaine.
La commune fait partie du pôle principal de l'aire d'attraction d'Auchel - Lillers,. Elle compte 974 emplois en 2022, contre 1 159 en 2016 et 1 164 en 2011. Le nombre d'actifs ayant un emploi résidant dans la commune est de 1 635, soit un indicateur de concentration d'emploi de 59,6 et un taux d'activité parmi les 15 ans ou plus de 47,6 %.
Sur ces 1 635 actifs de 15 ans ou plus ayant un emploi, 1 389 travaillent dans la commune, soit 85,0 % des habitants. Pour se rendre au travail, 87,9 % des habitants utilisent une voiture, un camion ou une fourgonnette, 4,3 % les transports en commun, 5,4 % s'y rendent en deux-roues motorisé, à vélo ou à pied et 2,5 % n'ont pas besoin de transport (travail au domicile).

## Culture locale et patrimoine

### Lieux et monuments

#### Patrimoine mondial
Depuis le 30 juin 2012, la valeur universelle et historique du bassin minier du Nord-Pas-de-Calais est reconnue et inscrite sur la liste du patrimoine mondial de l’UNESCO. Parmi les 353 sites, répartis sur 109 lieux inclus dans le périmètre du bassin minier, le site no 101 de Marles-les-Mines est formé par le chevalement de la fosse no 2 des mines de Marles,.

La fosse no 2
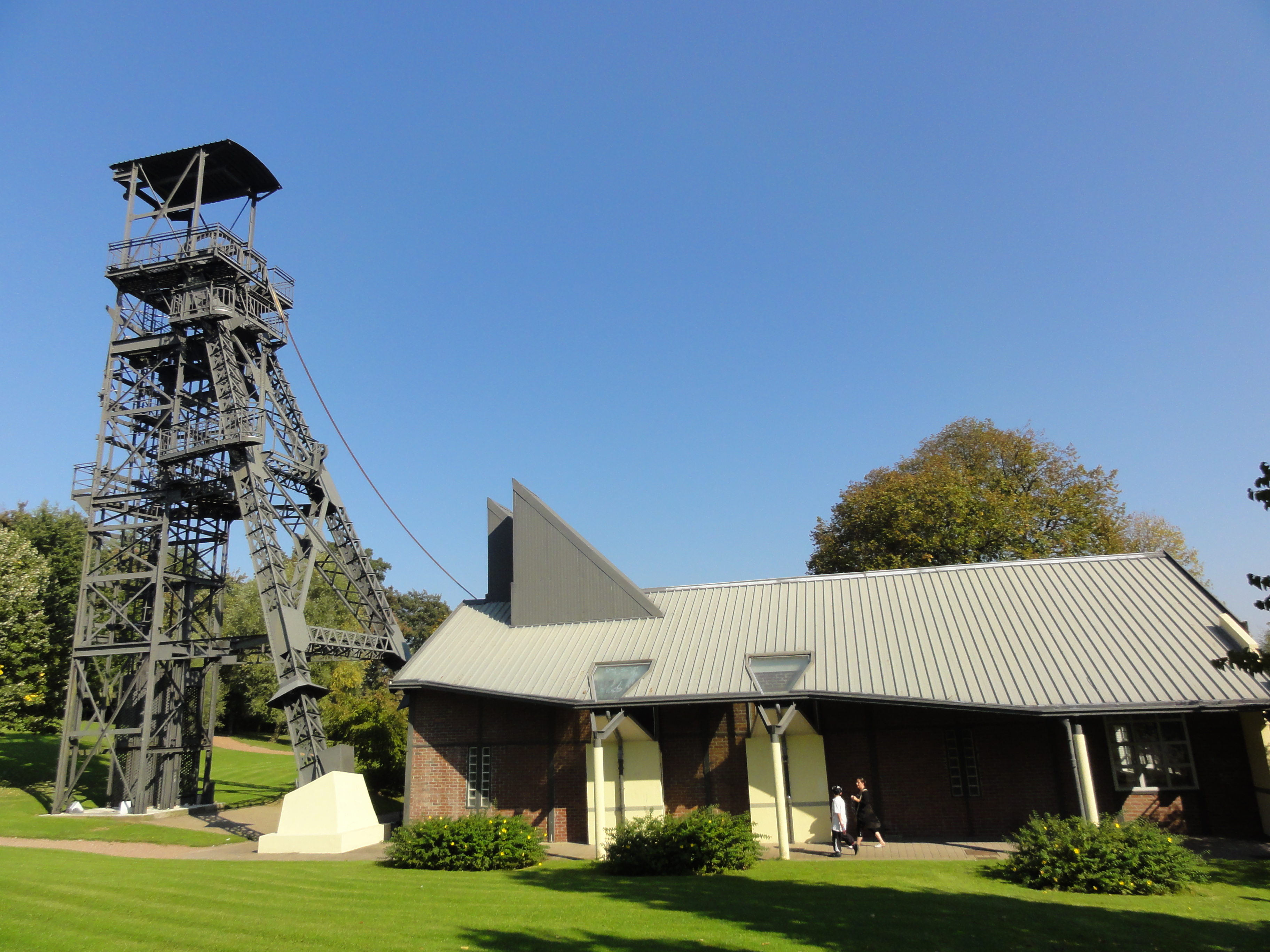
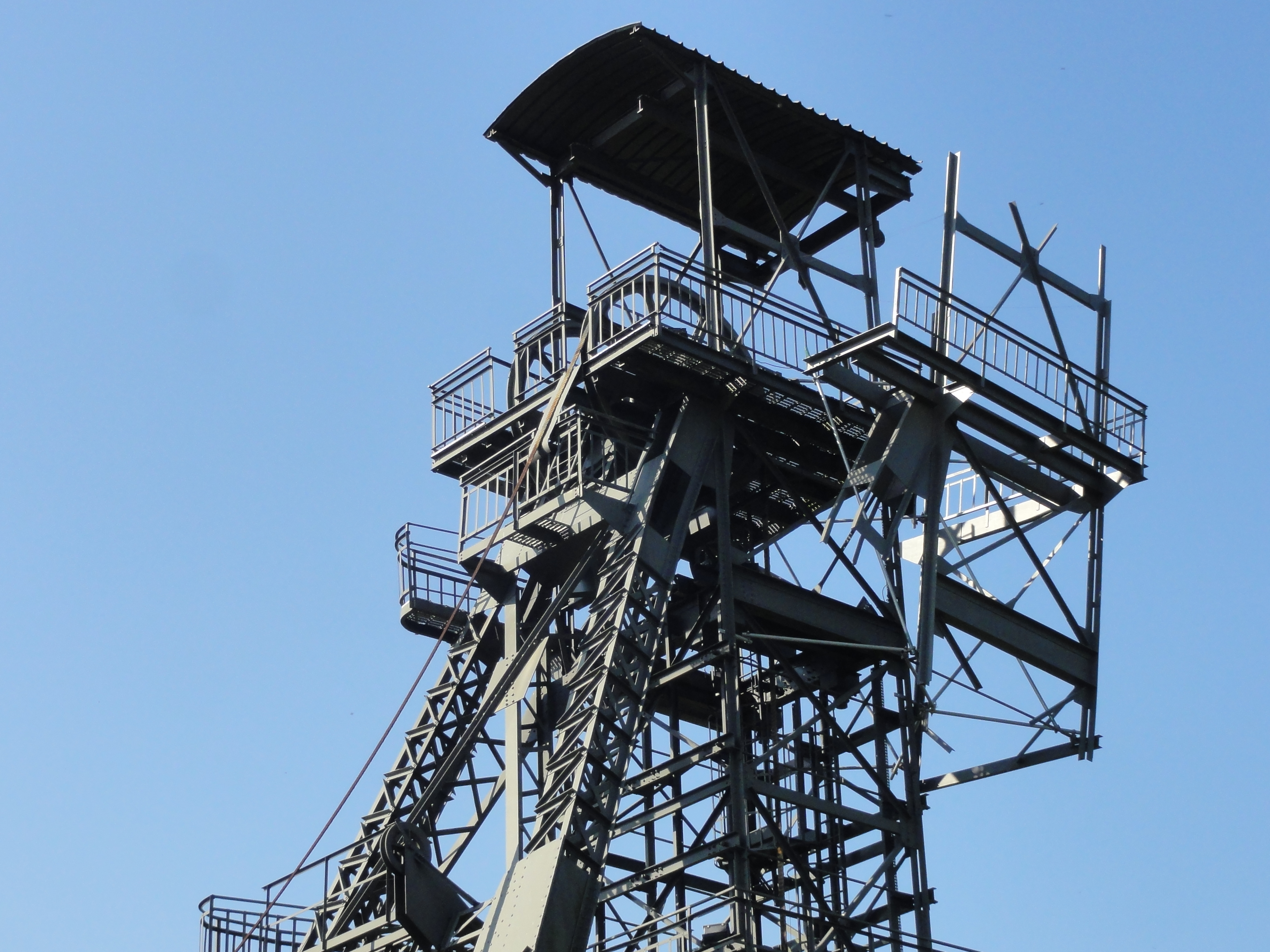
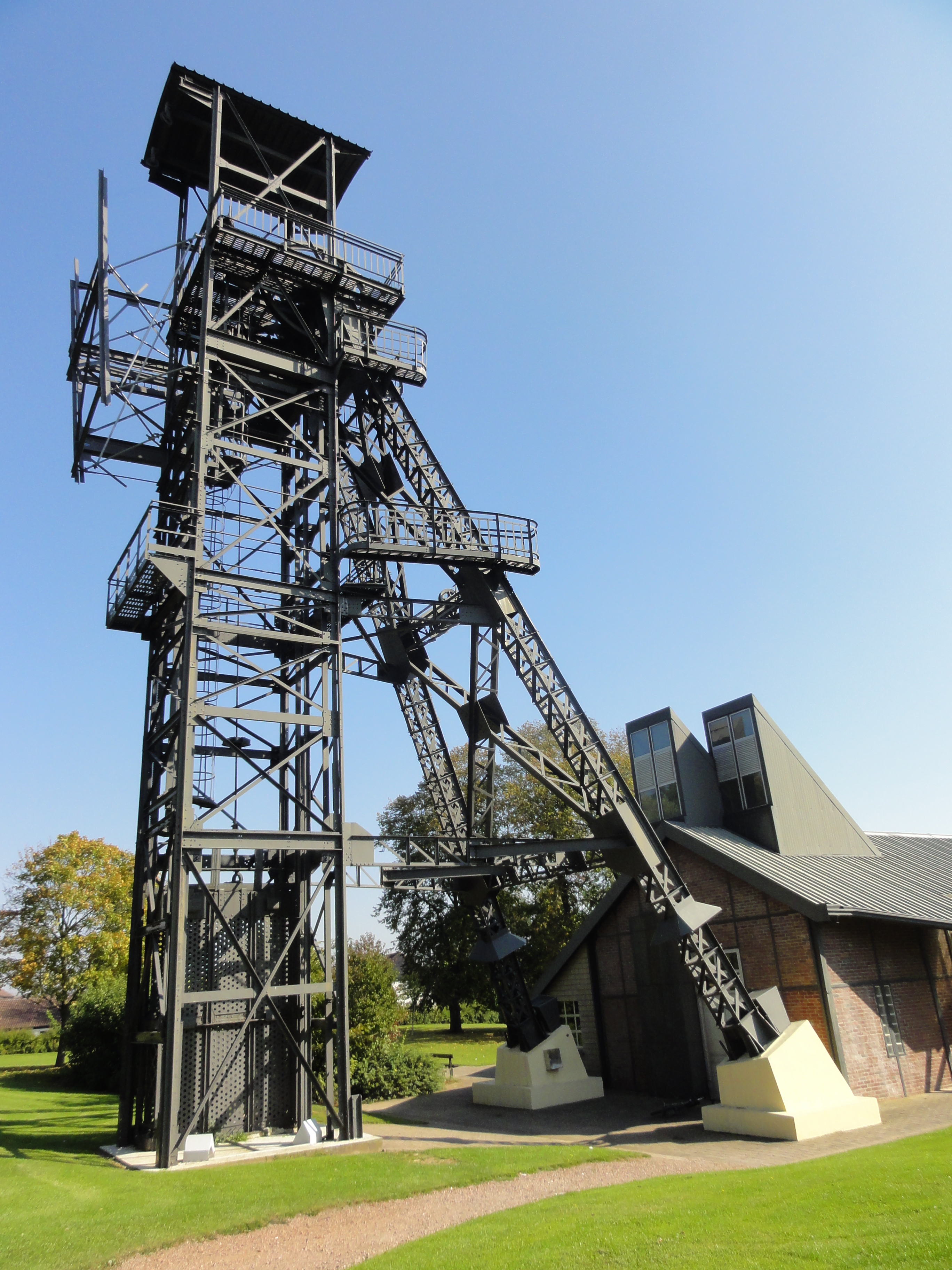

#### Monument historique
- L'ancienne fosse Saint-Émile, chevalement du puits no 2 avec les parties anciennes du bâtiment de la machine d'extraction, fait l’objet d’une inscription au titre des monuments historiques depuis le 6 mai 1992[46]. Ce monument abrite désormais un musée consacré à l'exploitation minière au sein de la ville.

#### Autres lieux et monuments
- La gare de Vis-à-Marles.
- Le monument aux morts près de la mairie, ancien hôtel de ville[47].
- L'église Saint-Vaast[48].

### Personnalités liées à la commune
- Émile Zola (1840-1902), écrivain : il y a vécu[réf. nécessaire] lors de l'écriture de son roman Germinal.
- Édouard Pignon (1905-1993), peintre, né à Marles-les-Mines.
- Apo Lazaridès (1925-1998), cycliste sur route français, né à Marles-les-Mines.
- Robert Tyrakowski (1944-2008), footballeur et entraîneur français, né à Marles-les-Mines.
- Françoise Kucheida (1946-), chanteuse, née à Marles-les-Mines.
- Freddy Michalski (1946-2020), traducteur de romans policiers, né à Marles-les-Mines.
- Patrick Varetz (1958-), écrivain, né à Marles-les-Mines.

### Héraldique
| Blason de Marles-les-Mines | Blason  | D'azur à deux léopards assis d'or, adossés et les queues passées en sautoir, surmontés d'une couronne du même. |
| Blason de Marles-les-Mines | Détails | Le statut officiel du blason reste à déterminer.                                                               |

## Pour approfondir

#### Bases de données, dictionnaires et encyclopédies
- Ressources relatives à la géographie :   - Insee (communes)
  - Ldh/EHESS/Cassini
- Ressource relative à plusieurs domaines :   - Annuaire du service public français
- Ressource relative à la musique :   - MusicBrainz
- Notices d'autorité :   - VIAF
  - BnF (données)